# Отто Есер
Отто Есер (нім. Otto Eser) — німецький снайпер, учасник Другої світової війни, унтер-офіцер.

## Нагороди[1]
- Штурмовий піхотний знак (15 серпня 1945) — як обер-єфрейтор штабної роти 42-го гренадерського полку.
- Нагрудний знак «За поранення» в чорному (8 травня 1944) — як обер-єфрейтор штабної роти 42-го гренадерського полку; за поранення, отримане 24 лютого 1944 року.
- Відзнака снайпера 1-го ступеня (3 квітня 1945) — як унтер-офіцер штабної роти 42-го гренадерського полку; за 20 підтверджених вбивств ворожих військоволужбовців.